# Ronde van Spanje 2010/Zesde etappe
De zesde etappe van de Ronde van Spanje 2010 werd verreden op donderdag 2 september 2010. Het was een vlakke rit van Caravaca de la Cruz naar Murcia over een afstand van 144 km.

## Verslag
Op 16 km van de streep lag er nog een col van 2e categorie. Men dacht dus dat er geen massaspurt zou komen. Op de flanken van deze col werden de drie vroege vluchters gegrepen: de Spanjaard Juan Javier Estrada, de Fransman Freddy Bichot en de Duitser Markus Eichler. Echter, op de col kon er niemand echt weggeraken, dus werd er toch gespurt, weliswaar met een uitgedund peloton. De Noorse kampioen Thor Hushovd won, voor de Italiaan Daniele Bennati en de Sloveen Grega Bole. Leider Philippe Gilbert werd zesde, en behoud zijn rode trui. Ook springt hij terug naar de kop in het puntenklassement. Omdat hij als tweede boven kwam op de col, kreeg hij ook punten voor de bergtrui, en staat hij ook op kop in het Combiné-klassement.

## Uitslagen
| Plaats  | Naam             | Ploeg               | Tijd     |
| ------- | ---------------- | ------------------- | -------- |
| Winnaar | Thor Hushovd     | Cervélo             | 3u36'20" |
| 2       | Daniele Bennati  | Liquigas            | z.t.     |
| 3       | Grega Bole       | Lampre-Farnese Vini | z.t.     |
| 4       | Allan Davis      | Astana              | z.t.     |
| 5       | Filippo Pozzato  | Katjoesja           | z.t.     |
| 6       | Philippe Gilbert | Omega Pharma-Lotto  | z.t.     |
| 7       | Peter Velits     | Team HTC-Columbia   | z.t.     |
| 8       | Pablo Urtasun    | Euskaltel-Euskadi   | z.t.     |
| 9       | Samuel Dumoulin  | Cofidis             | z.t.     |
| 10      | Nicolas Roche    | AG2R                | z.t.     |
|         |                  |                     |          |
| 72      | Laurens ten Dam  | Rabobank            | + 2'09"  |

| Plaats    | Naam               | Ploeg              | Tijd      |
| --------- | ------------------ | ------------------ | --------- |
| Rode trui | Philippe Gilbert   | Omega Pharma-Lotto | 22u36'26" |
| 2         | Igor Antón         | Euskaltel-Euskadi  | + 0'10"   |
| 3         | Joaquim Rodríguez  | Katjoesja          | z.t.      |
| 4         | Vincenzo Nibali    | Liquigas           | + 0'12"   |
| 5         | Peter Velits       | Team HTC-Columbia  | + 0'16"   |
| 6         | Tejay van Garderen | Team HTC-Columbia  | + 0'29"   |
| 7         | Xavier Tondó       | Cervélo            | + 0'49"   |
| 8         | Fränk Schleck      | Team Saxo Bank     | + 0'50"   |
| 9         | Rubén Plaza        | Caisse d'Epargne   | + 0'54"   |
| 10        | Ezequiel Mosquera  | Xacobeo-Galicia    | + 0'55"   |
|           |                    |                    |           |
| 36        | Laurens ten Dam    | Rabobank           | 4'17"     |

## Nevenklassementen
| Plaats      | Naam             | Ploeg                   | Punten |
| ----------- | ---------------- | ----------------------- | ------ |
| Groene trui | Philippe Gilbert | Omega Pharma-Lotto      | 47     |
| 2           | Igor Antón       | Euskaltel-Euskadi       | 41     |
| 3           | Tyler Farrar     | Team Garmin-Transitions | 41     |
|             |                  |                         |        |
| 30          | Theo Bos         | Cervélo                 | 7      |

| Plaats                | Naam             | Ploeg              | Punten |
| --------------------- | ---------------- | ------------------ | ------ |
| Bolletjestrui (blauw) | Serafín Martínez | Xacobeo-Galicia    | 13     |
| 2                     | Dario Cataldo    | Quick-Step         | 8      |
| 3                     | David Moncoutié  | Cofidis            | 6      |
|                       |                  |                    |        |
| 5                     | Niki Terpstra    | Team Milram        | 5      |
| 10                    | Philippe Gilbert | Omega Pharma-Lotto | 3      |

| Plaats     | Naam             | Ploeg              | Tijd |
| ---------- | ---------------- | ------------------ | ---- |
| Witte trui | Philippe Gilbert | Omega Pharma-Lotto | 12   |
| 2          | Vincenzo Nibali  | Liquigas           | 25   |
| 3          | Xavier Tondó     | Cervélo            | 50   |

| Plaats | Ploeg              | Tijd      |
| ------ | ------------------ | --------- |
|        | Caisse d'Epargne   | 67u23'12" |
| 2      | Katjoesja          | + 1'05"   |
| 3      | Omega Pharma-Lotto | + 1'18"   |

1e etappe ·
2e etappe ·
3e etappe ·
4e etappe ·
5e etappe ·
6e etappe ·
7e etappe ·
8e etappe ·
9e etappe ·
10e etappe ·
11e etappe ·
12e etappe ·
13e etappe ·
14e etappe ·
15e etappe ·
16e etappe ·
17e etappe ·
18e etappe ·
19e etappe ·
20e etappe ·
21e etappe
Startlijst · Eindstanden · Afbeeldingen